# Brachygonia oculata
Brachygonia oculata là loài chuồn chuồn trong họ Libellulidae. Loài này được Brauer mô tả khoa học lần đầu tiên vào năm 1878.